# Autour de la lune (album)
Autour de la lune is een album van ambient-muzikant Biosphere dat is uitgebracht op 17 mei 2004. Het album verschilt ten opzichte van andere Biosphere-albums door de minimalistische en percussieloze soundscapes bestaande uit geluiden van het ruimtestation Mir.

## Tracklist
1. "Translation" – 21:43
2. "Rotation" – 11:08
3. "Modifié" – 5:10
4. "Vibratoire" – 3:36
5. "Déviation" – 10:26
6. "Circulaire" – 6:15
7. "Disparu" – 2:26
8. "Inverse" – 5:32
9. "Tombant" – 8:07